# جوردن لوند
جوردن لوند (بالإنجليزية: Jordan Lund)‏ هو ممثل أمريكي، ولد في 7 مايو 1957 في الولايات المتحدة.

## أعمال

### أفلام
- (1994) سرعة[2][3]

## وصلات خارجية
- جوردن لوند على موقع IMDb (الإنجليزية)
- جوردن لوند على موقع قاعدة بيانات برودواي على الإنترنت (الإنجليزية)
- جوردن لوند على موقع قاعدة بيانات الفيلم (الإنجليزية)